# Jean Dalibard
Jean Dalibard (8 de dezembro de 1958) é um físico francês.
É professor da École Polytechnique, membro da Académie des Sciences e pesquisador na Escola Normal Superior de Paris. Em 2009 recebeu a Medalha Blaise Pascal de Ciência e Tecnologia da Academia de Ciências da Europa, por "seu entendimento e obras influentes em física atômica e óptica quântica". Em 2012 recebeu o Prêmio Max Born da Optical Society e o Prêmio Davisson–Germer da American Physical Society.